# Drepanocentron ugrasena
Drepanocentron ugrasena är en nattsländeart som beskrevs av Schmid 1982. Drepanocentron ugrasena ingår i släktet Drepanocentron och familjen Xiphocentronidae. Inga underarter finns listade i Catalogue of Life.